# Erik Danfors
Lars Erik Danfors, född 6 juni 1930 i Stockholm, är en svensk agronom. 
Danfors, som är son till civilingenjör Anton Danfors och Edit Rosendahl, avlade agronomexamen vid Lantbrukshögskolan 1956 och disputerade för doktorsgraden vid Michigan State University i East Lansing 1961. Han var forskarassistent vid Kungliga Tekniska högskolan 1961–1964 och universitetslektor i kulturteknik där från 1965. Han valdes till sekreterare i Svenska markläresällskapet 1962 och i jordsektionen av Nordiska jordbruksforskares förening 1967. Han har bland annat skrivit A Study of Soil Aeration During Drainage (doktorsavhandling, 1961).